# Мале Мостовське
Мале Мосто́вське (рос. Малое Мостовское) — село у складі Мокроусовського округу Курганської області, Росія.
Населення — 373 особи (2010, 440 у 2002).
Національний склад станом на 2002 рік:
- росіяни — 95 %